# Blast of Eternity

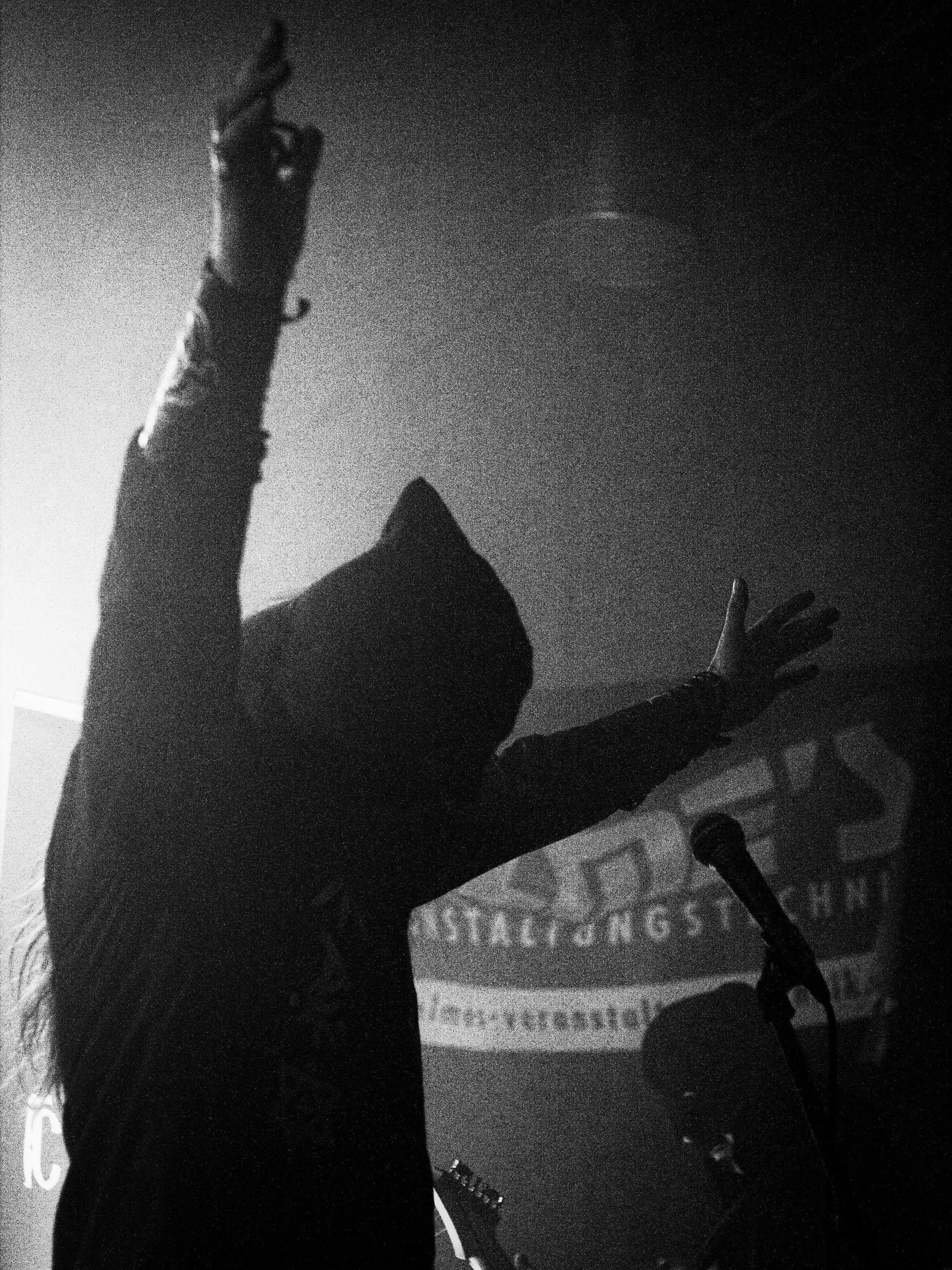
„Pilgrim“, Sänger der Band Crimson Moonlight auf dem Blast of Eternity 2011

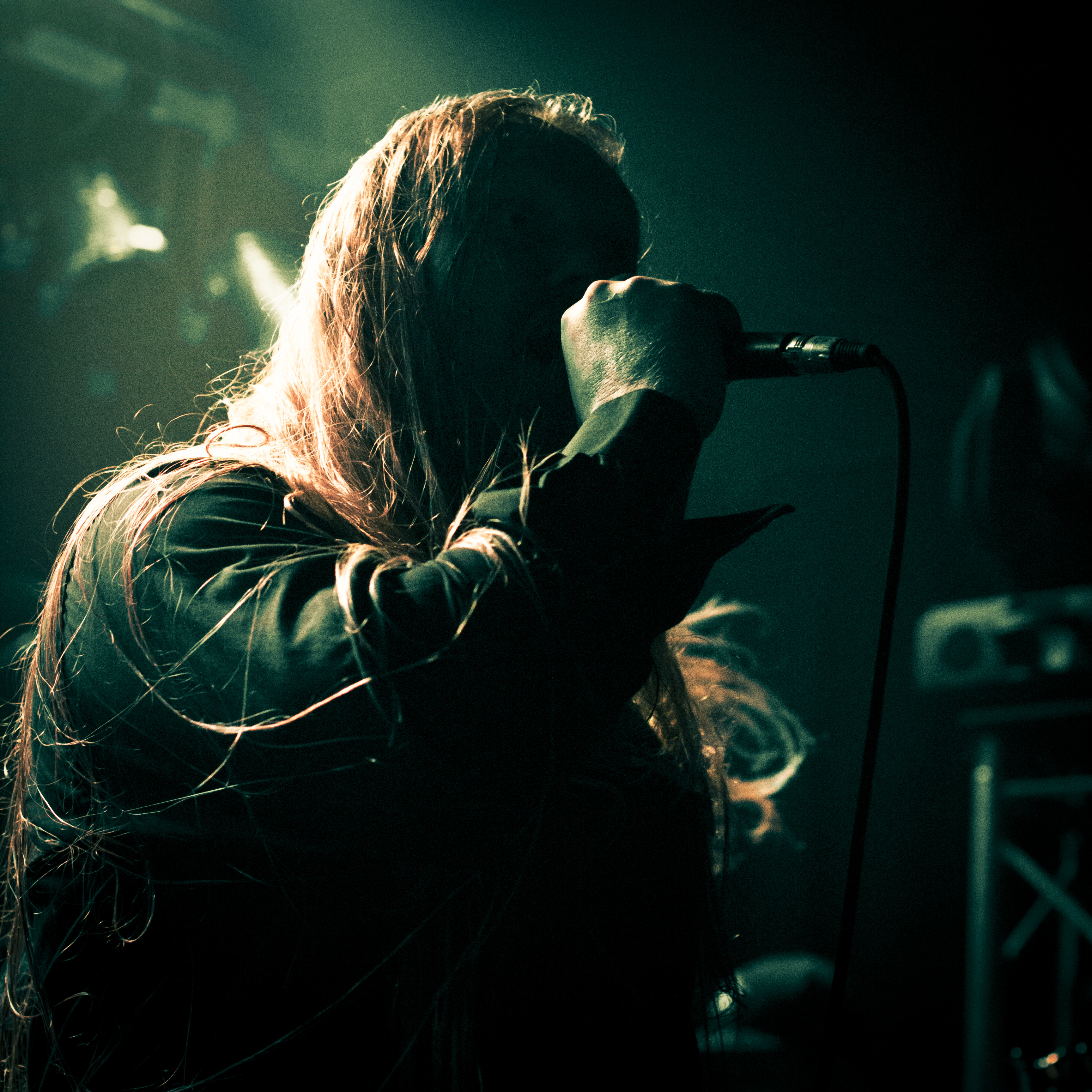
Ronny Hansen, Sänger von Antestor auf dem Blast of Eternity 2012

Das Blast of Eternity ist das größte christliche Metalfestival in Deutschland. Es findet jährlich in der Region Heilbronn/Neckarsulm statt. Zusammen mit dem Elements of Rock bildet das Festival ein Zentrum der christlichen Metalszene in Europa.
Das Festival fand 2008 zum ersten Mal in Heilbronn statt und zog 2011 in das benachbarte Neckarsulm. Auf dem Festival fand das erste Konzert der Unblack-Band Horde in Zentraleuropa statt, weitere auftretende Bands waren Antestor, Crimson Moonlight, Becoming the Archetype und Drottnar. 2011 fand der erste Auftritt der US-Band Saviour Machine in Europa nach zehn Jahren statt.
Seit 2009 malt der schwedische Künstler Kristian Wåhlin die Artworks des Festivals. 2011 stellte er einige seiner Bilder in einer Ausstellung auf dem Blast of Eternity aus.
Die Trägerorganisation des Blast of Eternity ist der 2011 gegründete CVJM Jugendkultur & Musik mit Sitz in Heilbronn. Er ist im Dachverband des CVJM Württemberg und des Evangelischen Jugendwerkes in Württemberg.